# 음 그는 그랬을 거예요, 그렇지 않나요?

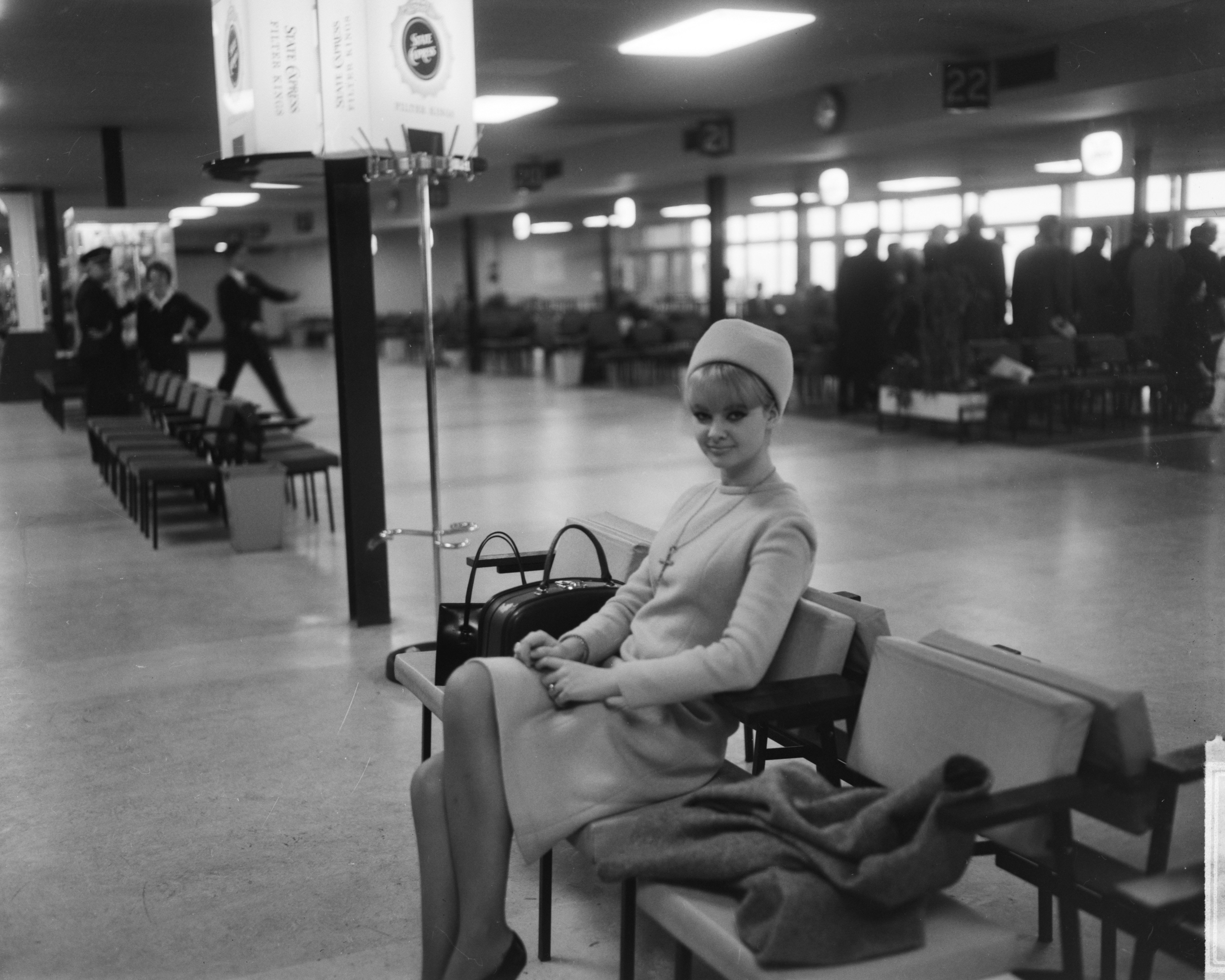
맨디 라이스-데이비스(Mandy Rice-Davies)가 이 말을 했다.

맨디 라이스-데이비스 응용(Mandy Rice-Davies Applies. 줄여서 MRDA)이라고 흔히 불리는 "음 그는 그랬을 거예요, 그렇지 않나요?"("Well he would, wouldn't he?")는 영국의 정치 문구이자 격언으로 이기적인 주장에 대한 반박으로 흔히 사용된다.
재판 중에 Ward의 변호사 James Burge는 Rice-Davies에게 세습 귀족이자 보수당 정치인인 Astor 경(William Astor, 3rd Viscount Astor)이 그녀와의 관계를 부인했다는 사실을 알고 있는지 물었다. Rice-Davies는 "음 그는 그랬을 거예요, 그렇지 않나요?"("Well he would, wouldn't he?")라고 대답했다.

## 같이 보기
- 프러퓨모 사건
- 맨디 라이스-데이비스
- 윌리엄 애스터, 3대 애스터 자작

## 내용주와 각주

### 내용주
1. ↑  동시대의 자료에서는 "그는 그랬을 거예요, 그렇지 않나요?"("he would, wouldn't he?")라고 인용했다.[1] 때때로 "음 그는 그렇게 말했을 거예요, 그렇지 않나요?"("well he would say that, wouldn't he?")라고 잘못 인용되기도 했다.[2]